# Вало Скало (Салерно)
Вало Скало је насеље у Италији у округу Салерно, региону Кампанија.
Према процени из 2011. у насељу је живело 221 становника. Насеље се налази на надморској висини од 28 м.